# NGC 6136
NGC 6136 este o galaxie spirală situată în constelația Dragonul. A fost descoperită în 6 iulie 1886 de către Lewis A. Swift.